# Pallokerho-35
PK-35 Vantaa, är en finländsk fotbollsklubb från Vanda. Klubben grundades 1935 i Viborg under namnet Viipurin Pallokerho (ViPK) men flyttade efter andra världskriget till Helsingfors. Klubben håller för närvarande till i Tipsligan, som är den högsta fotbollsserien i Finland.